# Halowe Mistrzostwa Polski Seniorów w Lekkoatletyce 1987
28. Halowe Mistrzostwa Polski Seniorów w Lekkoatletyce – zawody sportowe, które rozegrano 7 i 8 lutego 1987 w Zabrzu w hali Górnika.
Mistrzostwa w wielobojach zostały rozegrane 31 stycznia i 1 lutego 1987 w Warszawie, w hali AWF. Wyniki w tych konkurencjach podane są łącznie z innymi w tabeli poniżej.
Podczas mistrzostw Marian Woronin ustanowił halowy rekord Europy w biegu na 60 metrów czasem 6,53 s. halowe rekordy Polski ustanowili również: Krzysztof Płatek w biegu na 60 metrów przez płotki – 7,78 s, Marzena Wojdecka w biegu na 400 metrów – 52,99, Zofia Wolan w chodzie na 3000 metrów – 13:57,71, a także Zdzisław Szlapkin, który podczas chodu na 5000 metrów ustanowił rekord w chodzie na 3000 metrów – 11:45,9.

## Rezultaty

### Mężczyźni
| Konkurencja:              | 1. miejsce                          | Rezultat  | 2. miejsce                         | Rezultat  | 3. miejsce                             | Rezultat  |
| Bieg na 60 m              | Marian Woronin Legia Warszawa       | 6,53      | Joachim Helbik Górnik Zabrze       | 6,74      | Jarosław Kaniecki BKS Bydgoszcz        | 6,81      |
| Bieg na 200 m             | Joachim Helbik Górnik Zabrze        | 21,46     | Jacek Licznerski Legia Warszawa    | 21,49     | Tomasz Biegun Gwardia Warszawa         | 21,61     |
| Bieg na 400 m             | Mariusz Ciota Gwardia Olsztyn       | 48,19     | Zygfryd Swaczyna Zawisza Bydgoszcz | 48,45     | Zbigniew Janus Wisła Kraków            | 48,52     |
| Bieg na 800 m             | Piotr Piekarski Zawisza Bydgoszcz   | 1:49,92   | Marek Koza Górnik Wałbrzych        | 1:51,17   | Mariusz Kuchnicki Górnik Wałbrzych     | 1:51,17   |
| Bieg na 1500 m            | Waldemar Lisicki Flota Gdynia       | 3:46,30   | Marek Adamski AZS Olsztyn          | 3:46,65   | Piotr Kurek Hutnik Kraków              | 3:47,79   |
| Bieg na 3000 m            | Krzysztof Wesołowski Śląsk Wrocław  | 8:04,32   | Jacek Wójcik Śląsk Wrocław         | 8:09,44   | Jan Huruk Gryf Słupsk                  | 8:09,45   |
| Bieg na 60 m przez płotki | Krzysztof Płatek AZS Wrocław        | 7,78      | Robert Kurnicki Górnik Zabrze      | 7,81      | Paweł Grzegorzewski Górnik Zabrze      | 7,82      |
| Chód na 5000 m            | Zdzisław Szlapkin Olimpia Poznań    | 19:34,13  | Jacek Bednarek ROW Rybnik          | 19:40,11  | Zbigniew Sadlej Wawel Kraków           | 20:30,70  |
| Skok wzwyż                | Jacek Wszoła AZS Warszawa           | 2,27      | Krzysztof Krawczyk AZS Warszawa    | 2,24      | Dariusz Zielke AZS Gdańsk              | 2,24      |
| Skok o tyczce             | Marian Kolasa Bałtyk Gdynia         | 5,70      | Ryszard Kolasa Legia Warszawa      | 5,40      | Wojciech Dakiniewicz Zawisza Bydgoszcz | 5,20      |
| Skok w dal                | Andrzej Klimaszewski Legia Warszawa | 7,81      | Stanisław Jaskułka AZS Warszawa    | 7,76      | Mirosław Hydel Stal Mielec             | 7,69      |
| Trójskok                  | Zdzisław Hoffmann Legia Warszawa    | 16,36     | Andrzej Grabarczyk Start Łódź      | 16,21     | Krzysztof Zuch AZS Kraków              | 16,08     |
| Pchnięcie kulą            | Helmut Krieger Chemik Kędzierzyn    | 20,29     | Piotr Perżyło Górnik Brzeszcze     | 18,86     | Mieczysław Szpak Gryf Słupsk           | 17,92     |
| Ośmiobój                  | Janusz Leśniewicz Wawel Kraków      | 6461 pkt. | Wojciech Podsiadło Górnik Zabrze   | 6457 pkt. | Dariusz Grad AZS Warszawa              | 6217 pkt. |

### Kobiety
| Konkurencja:              | 1. miejsce                        | Rezultat  | 2. miejsce                        | Rezultat  | 3. miejsce                           | Rezultat |
| Bieg na 60 m              | Joanna Smolarek Start Katowice    | 7,38      | Ewa Kiedrowska Legia Warszawa     | 7,39      | Iwona Kołodziejak Legia Warszawa     | 7,41     |
| Bieg na 200 m             | Ewa Kiedrowska Legia Warszawa     | 23,93     | Joanna Smolarek Start Katowice    | 24,14     | Dorota Krawczak Skra Warszawa        | 24,90    |
| Bieg na 400 m             | Marzena Wojdecka Start Łódź       | 52,99     | Ewa Marcinkowska AZS Poznań       | 55,06     | Jolanta Barska AZS Wrocław           | 56,50    |
| Bieg na 800 m             | Ewa Głódź AZS Wrocław             | 2:06,81   | Grażyna Kowina Kłos Olkusz        | 2:07,17   | Zofia Więciorkowska AZS Olsztyn      | 2:08,05  |
| Bieg na 1500 m            | Grażyna Kowina Kłos Olkusz        | 4:29,34   | Ewa Głódź AZS Wrocław             | 4:30,12   | Zofia Więciorkowska AZS Olsztyn      | 4:30,37  |
| Bieg na 60 m przez płotki | Małgorzata Nowak Gwardia Warszawa | 8,41      | Barbara Latos Gwardia Warszawa    | 8,53      | Elżbieta Jabkowska Górnik Zabrze     | 8,54     |
| Chód na 3000 m            | Zofia Wolan Stal Stalowa Wola     | 13:57,71  | Anna Bąk Stal Stalowa Wola        | 14:04,60  | Renata Rogóż Tęcza Mielec            | 14:20,23 |
| Skok wzwyż                | Danuta Bułkowska AZS Wrocław      | 1,92      | Elżbieta Trylińska AZS Warszawa   | 1,90      | Urszula Kielan Gwardia Warszawa      | 1,90     |
| Skok w dal                | Agata Karczmarek Legia Warszawa   | 6,34      | Renata Pytelewska AZS Warszawa    | 6,20      | Hanna Horyd Gwardia Piła             | 6,17     |
| Pchnięcie kulą            | Irena Car AZS Wrocław             | 15,63     | Małgorzata Nowak Gwardia Warszawa | 15,62     | Bogumiła Suska AZS Wrocław           | 15,48    |
| Pięciobój                 | Lidia Frank Gryf Słupsk           | 4269 pkt. | Ewa Prusak Gryf Słupsk            | 3917 pkt. | Małgorzata Lisowska Górnik Wałbrzych | 3811 pkt |